# Олімпія (фільм)
«Олі́мпія» (нім. Olympia — Олімпіада) — документальний фільм режисера Лені Ріфеншталь, що розповідає про XI літні Олімпійські ігри, які відбулися в Берліні в липні-серпні 1936 року. Фільм складається з двох частин: «Олімпія. Частина 1: Свято народів», «Олімпія. Частина 2: Свято краси».

## Синопсис
Пролог першої частини «Олімпії»: на екрані видно руїни Акрополя, потім камера показує окремі голови античних атлетів і богинь, плавно переходячи на «Дискобола» роботи Мирона з Елевтер, а з неї здійснюється перехід до «живого зображення» голих атлетів, які на морі в уповільненому зніманні представляють такі античні змагання як метання диска, списа і ядра. Далі глядач бачить голих гімнасток, рухами яких, через запалювання олімпійського вогню і естафету факелоносців, що несуть вогонь через Грецію, переноситься в сучасність — на Олімпійський стадіон Берліна 1936 року. Але і в другій частині «Олімпії» є пролог: вранішній ліс, у якому бігуни по пересіченій місцевості, немов тіні, виникають перед глядачем і голими стрибають у воду, сауна, блискучі тіла атлетів, березові віники, особи під душем, що сміються. Але ще відомішим є кінець фільму: стрибки у воду чоловіків, які переходять у невагомий політ у небо. Потім на екрані виникає олімпійський стадіон увесь у вогнях, чутний дзвін, видно олімпійський вогонь і прикрашені лавровими гілками флагштоки, які схиляються один до одного. Олімпійські прапори і «Храм світла», створені молодим архітектором Альбертом Шпеєром, є фіналом фільму.
В обох частинах «Олімпії» один одного змінюють такі операторські прийоми, як панорами репортажів, уповільнене відтворення, панорамування, пасажі з виглядом знизу, із суб'єктивної камери, паралельне знімання з декількох камер. Основне смислове навантаження при монтажі було покладене на символічне підвищення, що було зроблено за допомогою оптичних переходів, а також на емоційну музику і на напругу, що виникає в момент спортивного змагання, як у спортсменів, так і в уболівальників. Монтаж створює прямі зорові зв'язки між волею до перемоги німецьких олімпійців і оплесками Гітлера (чи Геббельса і Герінга). Іншими прийомами монтажу є: імпресіоністський монтаж тіла у польоті (стрибки з жердиною і у воду); монтаж безпрецедентної за напруженням боротьби сцени в марафонському бігу між силами (рухи ніг в уповільненому відтворенні), що покидають тіло, і величезною волею (сцени вулиць в прискореному відтворенні і з динамічною музикою); силуети на землі (фехтування); а також переходи між музично ілюстрованими пасажами і частинами, у яких присутні коментарі диктора і глядацька реакція на те, що відбувається на арені. Коментар до німецької версії фільму риторично підкреслює аналогію між спортивною боротьбою і військовими діями.

## Нагороди
- 1938 — Державна премія
- 1938 — Головний приз Венеційського кінофестивалю (Кубок Муссоліні) за найкращий фільм; також призи у Швеції та Греції
- 1948 — Золота медаль Олімпійського комітету
- 1948 — Олімпійський диплом Міжнародного кінофестивалю в Лозанні
- 1956 — Фільм включено до десяти найкращих фільмів усіх часів[4]

## Цікаві факти
- Кадри з «Олімпії» використала німецька індастріал-група Rammstein у відеокліпі на пісню «Stripped».
- Кадри з «Олімпії» використовували у відеоряді на концертних виступах норвезької групи Ulver.

## Повторний випуск
Після виходу на екрани англомовних країн фільм «Олімпія» було показано лише кілька разів; у Сполучених Штатах фільм не демонструвався до 1940 року, а потім був перевиданий у 1948 році під назвою «Королі Олімпіади» у скороченій версії, придбаній у Німеччини Управлінням США з питань іноземної власності та суттєво відредагованій без участі Ріфеншталь. 1955 року Ріфеншталь погодилася вилучити три хвилини гітлерівських кадрів для показу в Музеї сучасного мистецтва в Нью-Йорку. Цю ж версію також показали на західнонімецькому телебаченні та в кінотеатрах в усьому світі.